# Klub Julese Vernea
Klub Julese Vernea vznikl v roce 1969 a obnoven byl v roce 1984. Sdružuje zájemce nejenom o dílo Julese Vernea, ale také o sci-fi literaturu všeobecně.

## Počátky
Vznikl roku 1969 a působil v tehdejším socialistickém Československu v rámci Svazu klubů mládeže, vedoucím klubu byl Egon Čierny. Klub byl roku 1970 zrušen, ale pokračoval v neoficiální činnosti. Znovu byl obnoven bývalými členy v roce 1984 již oficiálně a jeho předsedou byl až do své smrti roku 2003 Miroslav Martan. Jednatelem klubu je Egon Čierny. Od roku 2003 byl předsedou známý překladatel sci-fi a fantasy Jan Kantůrek a po jeho smrti se předsednictví ujal Richard Klíčník, který rovněž překládá.

## Náplň činnosti
Členové klubu se schází na klubových schůzkách zpravidla 2× měsíčně. Klub je zapojen do akcí Československého fandomu (jehož je členem), pořádání besed, conů (setkání příznivců SF). Z původně jen vydávaných fanzinů (samizdatové časopisy) zahájil v roce 1990 vydávání různých sešitových publikací pod názvem Poutník i knih. V roce 1994 založili někteří jeho členové knižní vydavatelství United Fans a.s sice s bohatou produkcí, ale nevalnými hospodářskými výsledky. Od roku 1999 klub začal vydávat knihy znovu samostatně.
Klub Julese Vernea vyhlašuje počínaje rokem 1987 každoročně soutěž O nejlepší fantasy, vítěz získává na Parconu meč a titul rytíř Řádu fantasy.
Díky Klubu Julese Vernea se na českém trhu objevili například spisovatelé Jiří Kulhánek, Leonard Medek, Miroslav Žamboch, Jan Kotouč nebo František Kotleta.

## Vydavatelská činnost
- Zpravodaj Poutník - samizdatový fanzin, v letech 1986–1989 vyšlo celkem 38 čísel
- Speciály zpravodaje Poutník – v letech 1988–1990 vyšly dvě anglickojazyčná čísla a tři čísla příběhů barbara Conana
- Časopis Poutník – od druhého čísla označovaný jako Sešitová řada Poutník, v letech 1990–1992 vyšlo celkem 10 čísel
- Malá řada Poutník – číslováním navazovala na fanzin, vyšla jen dvě čísla v roce 1992 (39 a 40)
- Magazín Poutník – vycházel v podobě knihy, číslováním navazoval na časopis, v letech 1994–1996 vyšla celkem čtyři čísla (8–11)
- Knižní řada Poutník – vycházela v letech 1991-2004, celkem 68 číslovaných (z toho tři zřejmě vynechaná čísla) a 2 nečíslované knihy[3]
- Malá knižní řada Poutník – vycházela v letech 1999-2020, celkem 90 číslovaných knih[4]
- mimo řady – 2 sborníky ze soutěže O nejlepší fantasy vydané ve spolupráci s občanským sdružením Avari v letech 2003–2004.

Původně klubové tiskoviny, které se postupem času přerodily v knižní edici. Řada získala svůj název podle lodě patnáctiletého kapitána Dicka Sanda. Jako první v češtině vydávala překlady děl Isaaca Asimova, Roberta E. Howarda, Larryho Nivena nebo R. E. Feista.